# 山室展弘
山室 展弘（やまむろ のぶひろ、1961年6月8日 - ）は、日本の競艇選手。登録番号3070、身長169cm、血液型A型。

## 来歴
51期訓練生として本栖研修所に入り、リーグ戦勝率7.76（51期リーグ戦勝率1位）の成績で卒業した。
1982年11月13日地元児島競艇場にてデビュー。同日初勝利。
- 1986年、新設された新鋭王座決定戦競走で優勝、その後もSG・G1戦線で活躍。
- 1999年全日本選手権競走でSG初優勝。2006年前期勝率1位。
- 2006年6月18節連続での優勝戦進出を達成。
- 2010年2月28日津競艇場にて開催された「津グランプリシリーズ第9戦」4日目第8レースにおいて見事勝利し、デビューから6,148走目で通算2,000勝を達成した。[2]

## 人物・エピソード
- かつて、新聞記者に言ってもいないことを書かれた事が原因で記者に対して愛想が悪く、取材やインタビューを嫌い、拒否し続けている[3]。たまに答えるときも、記者やインタビュアーの揚げ足を取るかのようなコメントやふざけたコメントをすることが多い。大抵のインタビュアーは山室の性格を読んで当たり障りのないインタビューをするが、突っ込んだ質問をしてくるインタビュアーとの間では口論のようなやり取りになることもあった。
- 記者の取材やインタビュー関係を非常に嫌う山室だが、それ以外の選手やファンに対してはごく普通に接しており、むしろ剽軽ささえ感じさせるやり取りをしている[4]。花束を渡しに来たファンに、交換だとばかりに優勝トロフィーを差し出し、関係者に注意されたこともある。
  - 雑誌にて同支部の後輩の若手選手が山室にスノーボードに連れて行ってもらったというコメントが掲載されていた。
- 高い能力を持っている選手だが非常に気まぐれな性格で、やる気がある時には鬼のように強いが、やる気がない時には実力的に負けることのないようなメンバーを相手でもあっさりと負けてしまう。
- 上記等の理由で山室に対して斡旋拒否をしているレース場がある。特にホームグラウンドの児島競艇場には（同時に山室が斡旋拒否していたのもあり）1998年4月から2005年8月まで約7年4ヶ月もの間出場が無かった。その間、当地で開催されるSGに出場出来るだけの成績を残していたのにもかかわらず斡旋拒否は続いた。
- CS中継やインタビューの機会が多いせいかG1やSGには出たがらない（斡旋拒否もある）が、2004年の全日本選手権競走（ダービー）で準優勝戦3着、2006年の徳山周年記念で優勝戦2着とまだまだ力のある所を見せてくれている。
- 開会式の選手紹介では「皆さんようこそ」と挨拶した後、何か一言コメントする事の際『エンジン？伸びて伸びて何処までも伸びる。伸びすぎて空を飛んでいきそうじゃ』等の発言を残してきた。また、表彰式など機嫌がいい時は饒舌になる事もあり、独特の言い回しでファンにメッセージを送ることもある。
- 時に「選手を辞める」という旨の発言をする。しかしこれは、以前から言っている口癖のようなものであり、インタビュアーに「私、その言葉5年くらい聞いてますけれども」と突っ込まれたことがある。
- 2007年、総理大臣杯の予選で1着を獲った山室はレース後、中国エリアの選手達によりピット脇から水面に投げ入れられた。しかし、この「水神祭」の儀式は、一般的にはデビュー/SG/G1初勝利・初優出や節目の勝利のときなどに行われるものであり、既にSGもG1も制している山室にはそれらのどれにも当てはまらず、また、山室を水面に投げ入れた選手達も「(山室に)頼まれて投げただけであり、それがどういう理由なのかは分からない」と口を揃えている。
- モンキーターン (漫画)に登場するキャラクター・蒲生秀隆のモデルとされる。賞金王すら尊敬する天才肌ながら斡旋拒否をしてSGに出てこない、自由気儘で飄々とした選手として描かれている。作中では主人公（波多野憲二）に引きずりこまれるようにしてSGに復帰し、ライバルとして活躍する。
- 2000年代前半の一時期、東京支部に移籍していたことがある。
- プロゴルファーのすし石垣とは長年にわたって交流があり、山室もゴルフツアートーナメントにおいてすしのキャディーを務めたことがある[4]。
- 2010年2月28日に津競艇場での「津グランプリシリーズ第9戦」で通算2000勝達成。3000番台の選手での2000勝は初の快挙となった（歴代75人目）。
- 2014年3月14日、全24ボートレース場で優勝を果たした（平成14年3月9日ボートレースびわこにて達成）として、BOAT RACE振興会より会長賞が授与された[5]。

## 競艇優勝歴
通算優勝113回（SG 1回、G1 7回/2017年8月23日現在）

### SG
- 1999年 全日本選手権競走（ダービー）

### G1
- 1986年 新鋭王座決定戦競走（初代チャンピオン）
- 1991年 浜名湖38周年記念競走
- 1992年 浜名湖39周年記念競走
- 1993年 常滑40周年記念競走
- 2000年 第43回中国地区選手権
- 2000年 徳山47周年記念競走
- 2002年 徳山49周年記念競走